# ASB Classic 2018
Das ASB Classic 2018 ist der Name eines Tennisturniers der WTA Tour 2018 für Damen sowie eines Tennisturniers der ATP World Tour 2018 für Herren in Auckland. Das Damenturnier fand vom 1. bis 7. Januar, das Herrenturnier vom 8. bis 13. Januar 2018 statt.

## Herrenturnier
→ Qualifikation: ASB Classic 2018/Herren/Qualifikation

## Damenturnier
→ Qualifikation: ASB Classic 2018/Damen/Qualifikation